# 辛茂
辛茂（前1世纪—3年），字子淵，狄道人，后迁居昌陵（今陕西西安东），后留长安。西汉官员。辛庆忌少子，哥哥辛遵、辛通。
辛通官至水衡都尉，后出任为郡守，与其兄辛通、辛遵都有将帅之风。官至二千石的宗族支属，多达十余人。汉平帝元始三年，王莽秉政。辛茂自以为名臣子孙，不服王莽心腹甄丰、甄邯两人。辛通的长子与汉平帝外戚卫氏关系友善，于是被甄丰、甄邯及司直陈崇举奏，王莽忌恨，兄弟数人与宗族南郡太守辛伯都被王莽诛杀。
| 前任： 讓 | 西汉水衡都尉 2年—3年 | 繼任： 李翕 |